# Woodpeckers from space
Woodpeckers from space is een synthpop-single van de Video Kids uit 1984. Bij de single hoort een videoclip waarin Slaghuis en Bonelli in een vliegtuig figureren.
Het was de eerste single van dit Nederlandse muziekduo en ook meteen de grootste hit, vooral in verschillende andere landen. In Noorwegen kwam het op nummer 1 te staan; in Nederland en België bleef het in de middelste regionen van de beste veertig staan.
Het lied werd geschreven door A. Adams & Fleisner en geproduceerd door Cat Music, beide synoniemen van de voormalige leden van Catapult.
De single sloeg internationaal aan, net als het album The invasion of the Spacepeckers waar meer dan een miljoen van verkocht werd. Het internationale succes was voor Conamus reden om het duo in 1985 de Exportprijs toe te kennen.
Het nummer werd ook gebruikt in een aflevering van Pingu.

## Hitnoteringen

### Nederland en België
| Nederlandse Top 40: week 40 t/m 46 in 1984 | Nederlandse Top 40: week 40 t/m 46 in 1984 | Nederlandse Top 40: week 40 t/m 46 in 1984 | Nederlandse Top 40: week 40 t/m 46 in 1984 | Nederlandse Top 40: week 40 t/m 46 in 1984 | Nederlandse Top 40: week 40 t/m 46 in 1984 | Nederlandse Top 40: week 40 t/m 46 in 1984 | Nederlandse Top 40: week 40 t/m 46 in 1984 | Nederlandse Top 40: week 40 t/m 46 in 1984 |
| Week:                                      | 1                                          | 2                                          | 3                                          | 4                                          | 5                                          | 6                                          | 7                                          |                                            |
| ------------------------------------------ | ------------------------------------------ | ------------------------------------------ | ------------------------------------------ | ------------------------------------------ | ------------------------------------------ | ------------------------------------------ | ------------------------------------------ | ------------------------------------------ |
| Positie                                    | 30                                         | 22                                         | 16                                         | 14                                         | 17                                         | 21                                         | 32                                         | uit                                        |

| Nederlandse Nationale Hitparade: 13-10-1984 t/m 17-11-1984 | Nederlandse Nationale Hitparade: 13-10-1984 t/m 17-11-1984 | Nederlandse Nationale Hitparade: 13-10-1984 t/m 17-11-1984 | Nederlandse Nationale Hitparade: 13-10-1984 t/m 17-11-1984 | Nederlandse Nationale Hitparade: 13-10-1984 t/m 17-11-1984 | Nederlandse Nationale Hitparade: 13-10-1984 t/m 17-11-1984 | Nederlandse Nationale Hitparade: 13-10-1984 t/m 17-11-1984 | Nederlandse Nationale Hitparade: 13-10-1984 t/m 17-11-1984 |
| Week:                                                      | 1                                                          | 2                                                          | 3                                                          | 4                                                          | 5                                                          | 6                                                          |                                                            |
| ---------------------------------------------------------- | ---------------------------------------------------------- | ---------------------------------------------------------- | ---------------------------------------------------------- | ---------------------------------------------------------- | ---------------------------------------------------------- | ---------------------------------------------------------- | ---------------------------------------------------------- |
| Positie:                                                   | 20                                                         | 20                                                         | 18                                                         | 27                                                         | 30                                                         | 33                                                         | uit                                                        |

| Vlaamse Top 30: 13-10-1984 t/m 24-11-1984 | Vlaamse Top 30: 13-10-1984 t/m 24-11-1984 | Vlaamse Top 30: 13-10-1984 t/m 24-11-1984 | Vlaamse Top 30: 13-10-1984 t/m 24-11-1984 | Vlaamse Top 30: 13-10-1984 t/m 24-11-1984 | Vlaamse Top 30: 13-10-1984 t/m 24-11-1984 | Vlaamse Top 30: 13-10-1984 t/m 24-11-1984 | Vlaamse Top 30: 13-10-1984 t/m 24-11-1984 | Vlaamse Top 30: 13-10-1984 t/m 24-11-1984 |
| Week:                                     | 1                                         | 2                                         | 3                                         | 4                                         | 5                                         | 6                                         | 7                                         |                                           |
| ----------------------------------------- | ----------------------------------------- | ----------------------------------------- | ----------------------------------------- | ----------------------------------------- | ----------------------------------------- | ----------------------------------------- | ----------------------------------------- | ----------------------------------------- |
| Positie:                                  | 39                                        | 30                                        | 30                                        | 17                                        | 34                                        | 34                                        | 37                                        | uit                                       |

### Overzicht in andere landen
| Land                | pieknotering | aantal weken |
| ------------------- | ------------ | ------------ |
| Noorwegen           | 1            | 12           |
| Duitsland           | 4            | 15           |
| Zwitserland         | 6            | 13           |
| Zweden              | 8            | 6            |
| Oostenrijk          | 15           | 12           |
| Verenigd Koninkrijk | 72           | 7            |